# Zalman Bernstein
Zalman Chaim Bernstein (en hébreu : זלמן חיים ברנשטיין) né en 1926 à Brooklyn et décédé en 1999, plus connu sous le nom de Sanford Bernstein, est un homme d'affaires milliardaire et philanthrope américain,.

## Biographie
Zalman Bernstein naît d'une famille juive à Brooklyn en 1926. A l'âge de dix-huit ans, il rejoint l'United States Navy et combat lors de la Seconde Guerre Mondiale. Il obtient une licence économie de l'Université de New York, puis un master économie de la Harvard Business School.
Il travailla comme conseiller économique pour le Plan Marshall. En 1967, il fonda la société de gestion d'investissement Sanford Bernstein. Lorsqu'il fonda Sanford Bernstein, son frère Paul Bernstein fût son seul associé.

## Vie personnelle
Bernstein se maria trois fois et eut trois enfants avec sa troisième femme, Mem Dryan Bernstein,. Il meurt d'un lymphome en 1999.
Dans les années 1980, il devient juif orthodoxe et abandonna son nom anglais, Sanford, pour son nom hébreu, Zalman. Il fréquentait la synagogue Lincoln Square et devint ami de son rabbin, Shlomo Riskin. En 1989, il fit son alya (immigra en Israël). Il fonda également les associations juives la Fondation Avi Chai ainsi que la Tikvah Fund,.